# 몸을 긋는 소녀 (드라마)
《몸을 긋는 소녀》(영어: Sharp Objects)는 2018년 HBO를 통해 방영된 미국의 스릴러 드라마로, 길리언 플린의 동명의 소설을 원작으로 한다. 마티 녹슨이 기획하고 장마크 발레가 모든 에피소드를 연출하게 된다. 에이미 애덤스, 퍼트리샤 클라크슨, 일라이자 스캔런, 엘리자베스 퍼킨스, 매디슨 대븐포트가 출연한다.

## 출연진
- 에이미 애덤스 - 카밀 프리커
  - 소피아 릴리스 - 어린 카밀 프리커
- 퍼트리샤 클라크슨 - 아도라 크렐린
- 일라이자 스캔런 - 애마
- 엘리자베스 퍼킨스 - 재키
- 매디슨 대븐포트 - 메러디스